# Paralipsi
La paralipsi (del grec παρὰ, paràmetres, "de banda", i λείπειν, leípein, "deixar") o praeteritio, preterició (del llatí praetereo, "deixar enrere") o pretermissió, és una figura retòrica, englobada dins de les figures obliqües, que consisteix a declarar que s'omet o passa per alt alguna cosa, quan de fet s'aprofita l'ocasió per cridar l'atenció sobre aquesta. S'introdueix sovint mitjançant expressions com "per no esmentar", "sense parlar de" o "no parlaré de".